# Hazem Hossain
Hazem Hossain, né le 25 janvier 1986, est un coureur cycliste syrien.

## Biographie
Hazzem Hossain termine notamment huitième de la première étape du Tour d'Antalya en 2010. En 2013, il prend la sixième place du championnat d'Asie sur route.
En 2015, il participe aux championnats de Syrie, où il se classe deuxième de la course en ligne et troisième du contre-la-montre. 

## Palmarès et résultats

### Palmarès par année
- 2013
  - 6e du championnat d'Asie sur route
- 2015
  - 2e du championnat de Syrie du contre-la-montre
  - 3e du championnat de Syrie sur route

### Classements mondiaux
| Année                                 | 2013 | 2014 | 2015 |
| ------------------------------------- | ---- | ---- | ---- |
| UCI Asia Tour                         | 143e | 301e | 148e |
|                                       |      |      |      |
| Légende : nc = non classéSource : UCI |      |      |      |